# 홈월드 2
《홈월드 2》(Homeworld 2)는 랠릭 엔터테인먼트가 개발한, 우주를 배경으로 한 실시간 전략 시물레이션 게임으로, 2003년 9월 16일(국내는 9월 26일) 발매되었다.